# Quirijn
Quirijn is een Nederlandse jongensnaam, die afgeleid is van Quirinus. of Quirinius In 2014 waren er in Nederland 829 naamdragers. De vrouwelijke variant van deze voornaam is Quirine.

## Bekende naamdragers
- Quiringh van Brekelenkam (1622 – 1690), Nederlands kunstschilder
- Quirijn Caspers (1987), Nederlands hockeyer
- Quirijn Collard (1682 - 1757), Nederlands schepen en raad van Mastrickt.
- Quirine Lemoine (1991), Nederlands tennisster
- Quirijn Maurits Rudolph Ver Huell (1787 - 1860), Nederlands marine-officier, schrijver, schilder, aquarellist en entomoloog.
- Quirine Viersen Nederlands celliste.
- Quirijn Schuurmans Nederlands kampioen kegelen 2019